# Frontera entre Mauritània i Cap Verd
La frontera entre Mauritània i Cap Verd consisteix en un segment marítim a l'oceà Atlàntic fins a Nouakchott. Aquesta frontera es defineix per la regla d'equidistància entre els dos països i consagrada en un tractat signat el setembre de 2003. Té 300 km de longitud.
Els segments marítims lineals són definits per divuit punts de coordenades individuals.
- Punt H : 16° 04.0' N, 019° 33.5' O
- Punt I : 16° 17.0' N, 019° 32.5' O
- Punt J : 16° 28.5' N, 019° 32.5' O
- Punt K : 16° 38.0' N, 019° 33.2' O
- Punt L : 17° 00.0' N, 019° 32.1' O
- Punt M : 17° 06.0' N, 019° 36.8' O
- Punt N : 17° 26.8' N, 019° 37.9' O
- Punt O : 17° 31.9' N, 019° 38.0' O
- Punt P : 17° 44.1' N, 019° 38.0' O
- Punt Q : 17° 53.3' N, 019° 38.0' O
- Punt R : 18° 02.5' N, 019° 42.1' O
- Punt S : 18° 07.8' N, 019° 44.2' O
- Punt T : 18° 13.4' N, 019° 47.0' O
- Punt U : 18° 18.8' N, 019° 49.0' O
- Punt V : 18° 24.0' N, 019° 51.5' O
- Punt X : 18° 28.8' N, 019° 53.8' O
- Punt Y : 18° 34.9' N, 019° 56.0' O
- Punt Z : 18° 44.2' N, 020° 00.0’ O

El Punt H correspon al trifini amb Senegal.